# Arco Vara
Die Arco Vara AS ist ein estnisches Unternehmen der Immobilienbranche mit Sitz in Tallinn.
Das 1992 gegründete Unternehmen ist seit 2007 börsennotiert. Arco Vara ist in Estland, in Lettland und seit 2018 in Bulgarien tätig, wobei in Estland am meisten umgesetzt wird.
Das Geschäftsfeld Development entwickelt Wohn- und Gewerbegebiete und beschäftigt sich mit langfristigen Investitionen in Immobilien. Das Geschäftsfeld Service befasst sich mit der Vermittlung, Bewertung und Verwaltung von Immobilien und mit kurzfristigen Investitionen in Immobilien. Das Geschäftsfeld Construction bietet General- und Subunternehmerleistungen und Bauaufsichtsdienste an.